# Polystichtis rubrica
Polystichtis rubrica är en fjärilsart som beskrevs av Hans Ferdinand Emil Julius Stichel 1929. Polystichtis rubrica ingår i släktet Polystichtis och familjen Riodinidae. Inga underarter finns listade i Catalogue of Life.